# Nina Lykke (Schriftstellerin)

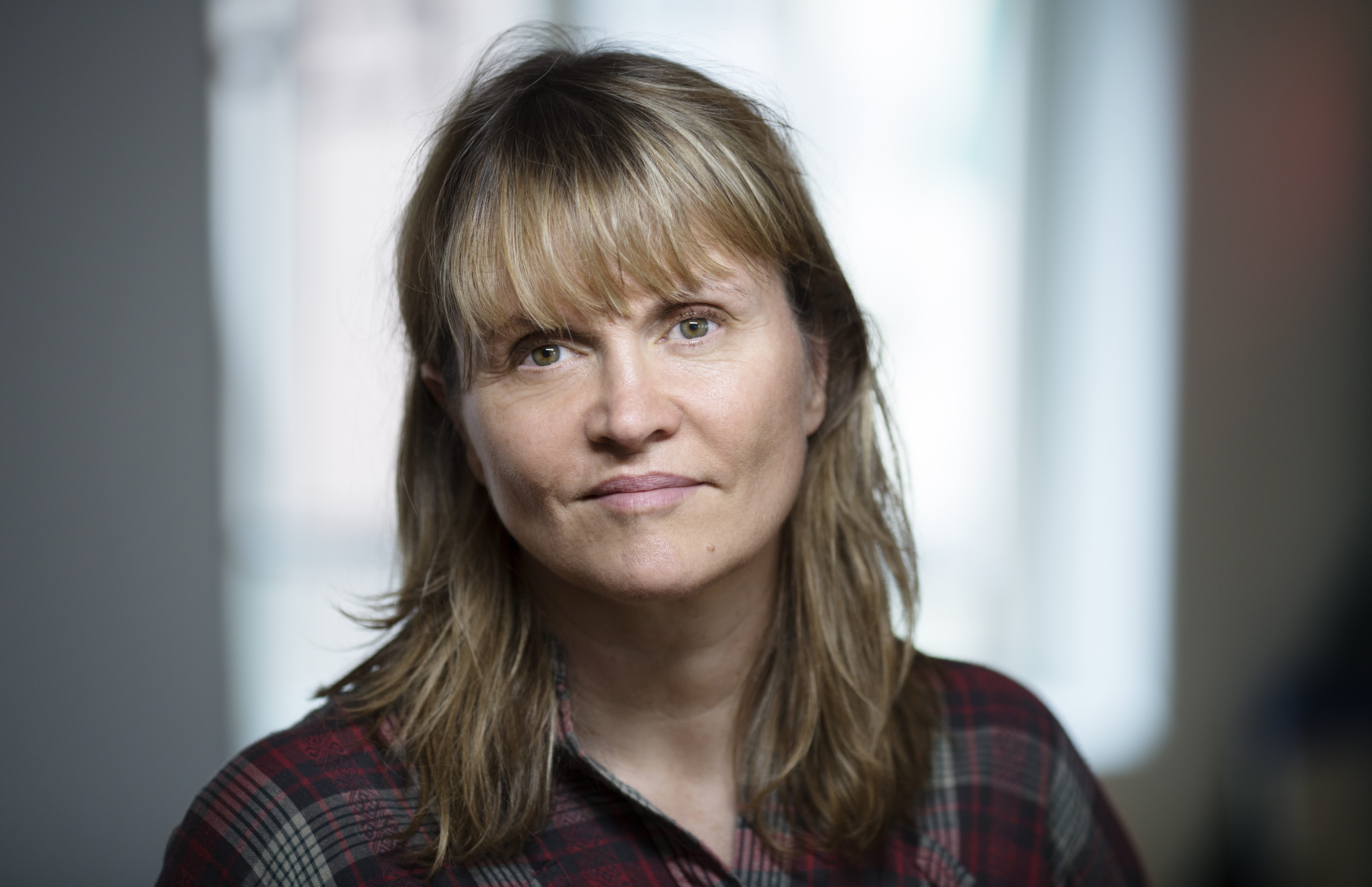
Nina Lykke (2016)

Nina Lykke (* 1965 in Trondheim, Norwegen) ist eine norwegische Schriftstellerin.

## Leben
Nina Lykke wuchs in Oslo auf. Nach einem Studium an der grafiske Højskole in der dänischen Hauptstadt Kopenhagen zog sie zurück nach Oslo und begann ab 1989 als Grafikdesignerin zu arbeiten. Zwischenzeitlich war sie von 1997 bis 2003 Redaktionsmitglied der feministischen Zeitschrift Utflukt.
Lykke debütierte 2010 als Schriftstellerin mit ihrer Kurzgeschichtensammlung Orgien, og andre fortellinger, die im selben Jahr für den norwegischen Ungdommens kritikerpris  (Jugendkritikerpreis) nominiert wurde. Ihr Romandebüt gab sie drei Jahre später mit Oppløsningstendenser, welches von der Kritik genauso hoch gelobt wurde wie ihr 2016 erschienener Roman Nei og atter nei. Beide Bücher wurden jeweils für die Shortlist des Romanpreises der P2-Zuhörer nominiert. 2014 erhielt sie das Bokhandelens forfatterstipend, das alljährlich vergebene Schriftsteller-Stipendium des norwegischen Buchhandels. Der Roman Nei og atter nei wurde unter dem Titel Aufruhr in mittleren Jahren auch ins Deutsche übersetzt.

## Werke (Auswahl)
- Orgien, og andre fortellinger (2010)
- Oppløsningstendenser (2013)
- Nei og atter nei (2016)
  - ins Deutsche übersetzt: Aufruhr in mittleren Jahren (2018)
- Full spredning. En legeroman (2019)
  - ins Deutsche übersetzt: Alles wird gut (2023)